# Hamidiska massakrerna
Armeniska massakrerna 1894–1896 eller Hamidiska massakrerna (armeniska: Համիդյան ջարդեր: Hamidjan jarder; turkiska Hamidiye Katliamı) var ett massmord som ägde rum i stora delar av dagens Turkiet under den osmanske sultanen Abd ül-Hamid II:s regering varvid mellan 100.000 och 300.000 människor mördades.
Massakrerna var inte enbart riktade mot armenierna, utan drabbade även områdets kristna assyrier/syrianer med över 25.000  dödade.
I det Osmanska riket började under senare delen av 1800-talet ett flertal kristna stater att frigöra sig från det osmanska styret. Tankar på nationellt självbestämmande väcktes i flera av rikets andra minoriteter och motsättningarna ökade bland annat mellan den osmanska härskarklassen och den armeniska medelklassen i de turkiska landområdena. Armenierna, som traditionellt var utestängda från det politiska livet och i flera avseenden diskriminerades, började ställa krav på en rättvisare behandling och samma medborgerliga rättigheter som den muslimska majoriteten. Den armeniska minoriteten utsattes för förföljelser. Massakrerna 1894–1896 brukar dock inte kategoriseras som folkmord, utan målet var att vidmakthålla balansen i riket och statuera exempel mot de grupper som man ansåg utgöra det största hotet mot den gamla ordningen.

## Historik
Under senare delen av 1800-talet hade revolutionära strömningar uppstått inom den ameniska nationalismen. Den osmanske sultanen Abd-ül-Hamid II  hade visserligen på Berlinkongressen 1878 förbundit sig att genomföra reformer, men löftena infriades inte. De hemliga armeniska sällskapen satte nu sitt hopp till oroligheter, som skulle kunna framtvinga en europeisk inblandning. Ytterlighetspartiet utgjordes av hentsjakisterna, uppkallade efter sitt i London utgivna organ, Hentsjak (Klockan). Några av hentsjakister 1893 anstiftade oroligheter i turkiska Armenien ledde 1894 till en straffexpedition av kurdiskt rytteri och följande brutala massaker. Dessa våldsdåd uppväckte harm överallt i Europa, särskilt i Storbritannien. Trots de osmanska myndigheternas motstånd framtvingade stormakterna en undersökning, som verkställdes av en i november samma år utsänd osmansk kommission, åtföljd av brittiska, franska och ryska konsulattjänstemän. Hela året 1894 härskade allmän anarki i de armeniska områdena, och de revolutionära agitatorerna ökade genom sina upphetsningar villervallan. Den brittiska regeringen framställde 1894–1895 ett vittomfattande reformförslag, som endast lamt understöddes av Ryssland och Frankrike. Den osmanska ledningen besvarade förslagen med undanflykter och motförslag.
Nya upprepade blodbad följde 1895–1896. Storbritannien sökte med sig förena Frankrike och Ryssland till gemensamt ingripande, men Ryssland avvisade all tanke på tvångsåtgärder mot Osmanska riket, och Storbritannien var icke berett att ingripa ensamt. När armeniska revolutionärer augusti 1896 bemäktigade sig osmanska banken i Konstantinopel för att demonstrera mot de europeiska kristna makterna, som lämnat armenierna åt deras öde, släpptes massan lös, och på två dygn mördades mellan 6.000 och 7.000 armenier. Massakrerna fortsattes i många andra osmanska städer och riktade sig överallt mot de gregorianska och protestantiska armenierna varvid ohyggliga grymheter begicks medan de av Frankrike och Ryssland skyddade katolska och grekisk-ortodoxa bekännarna skonades.